# Ларимър
Окръг Ларимър (на английски: Larimer County) е окръг в щата Колорадо, Съединени американски щати. Площта му е 6838 km², а населението - 343 976 души (2017). Административен център е град Форт Колинс.

## Градове
- Джонстаун
- Бертауд